# 考斯沃斯
考斯沃斯（英語：COSWORTH），是源自英國倫敦的汽車工程公司，於1975年成立，由两位創辦人麥克·科斯蒂和凱斯·達克沃斯的名字合写而命名。總部位於英國北安普頓，同時於英格蘭的科顿汉姆、銀石和美國印第安納波利斯均有設施。業務包括為賽車及主流汽車業提供高性能内燃机、動力系統和电子技术。
考斯沃斯为FIA的各类比赛提供引擎，从1963年开始，考斯沃斯成为一级方程式的引擎供应商，使用考斯沃斯引擎的一级方程式赛车赢得过176场胜利，使得其成为一级方程式赛事历史上继法拉利和梅塞德斯之后第三成功的引擎供应商。2013年世界一级方程式锦标赛结束后，考斯沃斯宣布不再研发一级方程式的引擎和动力单元。

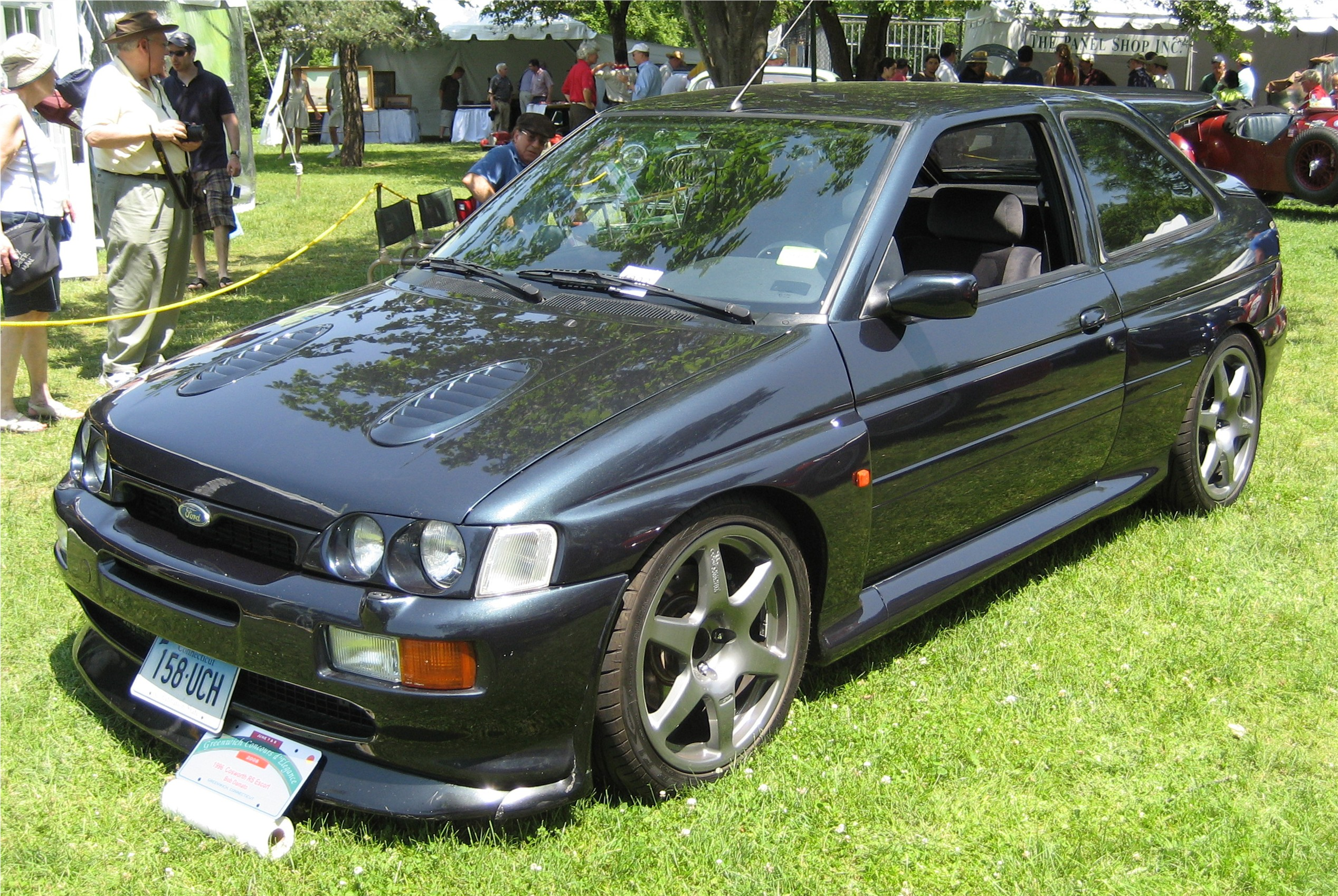
福特Escort RS Cosworth

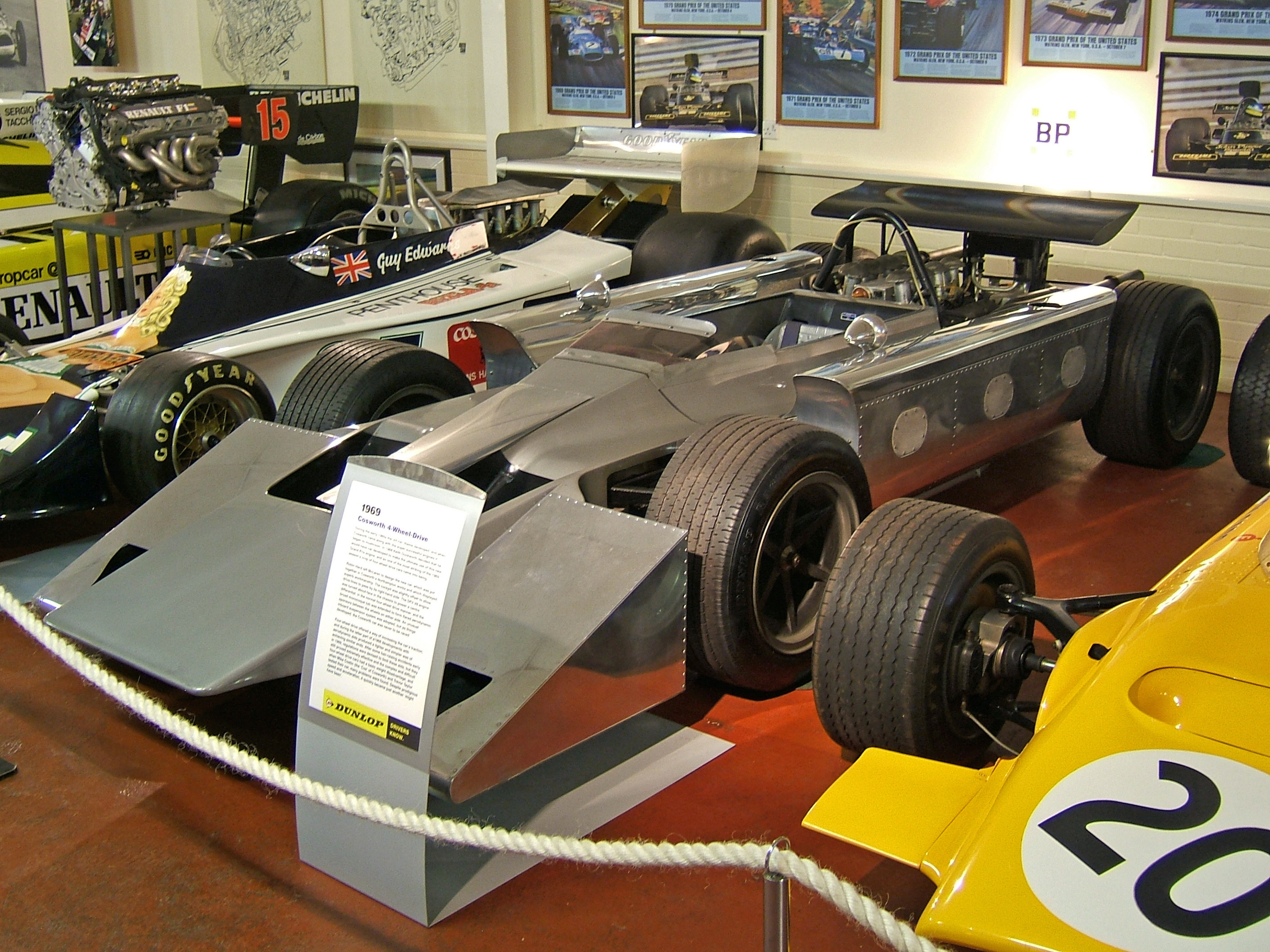
考斯沃斯F1

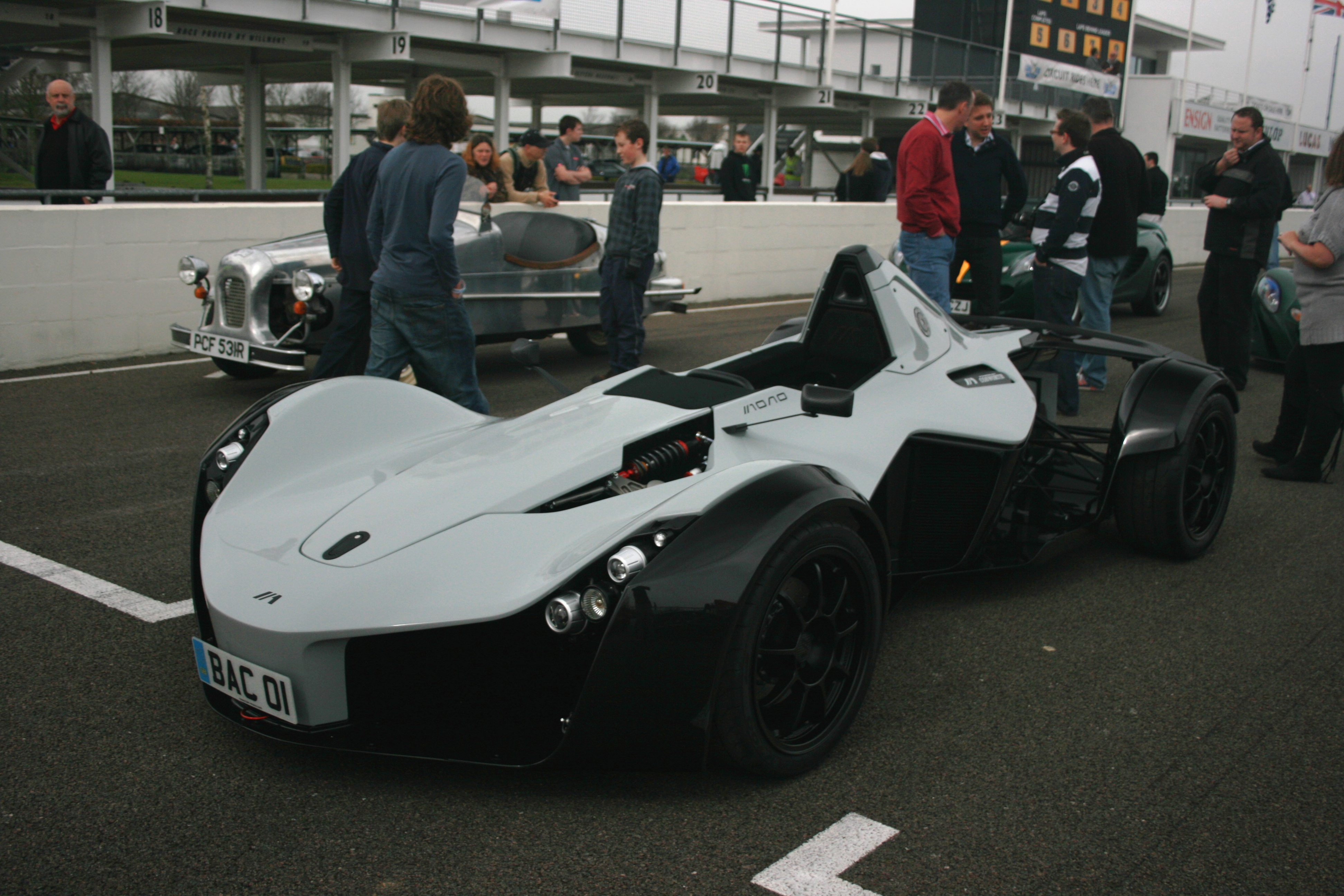
BAC Mono使用了考斯沃斯引擎

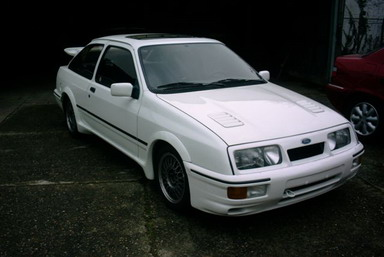
福特Sierra RS Cosworth

## 历史
考斯沃斯由 Mike Costin 和 Keith Duckworth 二人于1958年创立，公司的名称来自于来自于两人的姓 Costin 和 Duckworth。一开始考斯沃斯是通过给英国各个赛车俱乐部的Ford Anglia 105E 制造发动机的强化部件起家的。由于他的高品质在此一领域很快考斯沃斯建立了霸主地位。